# Amorphoscelis phlippina
Amorphoscelis phlippina es una especie de mantis de la familia Amorphoscelidae.

## Distribución geográfica
Se encuentra en las Filipinas.